# Сільвіо Піола
Сільвіо Піола (італ. Silvio Piola, * 29 вересня 1913, Роббіо — † 4 жовтня 1996, Гаттінара) — колишній італійський футболіст, нападник, один з найкращих бомбардирів в історії італійського футболу. По завершенні ігрової кар'єри — футбольний тренер.
Як гравець насамперед відомий виступами за клуб «Лаціо», а також національну збірну Італії.
У складі збірної — чемпіон світу.

## Клубна кар'єра
У дорослому футболі дебютував 1929 року виступами за команду клубу «Про Верчеллі», в якій провів п'ять сезонів, взявши участь у 127 матчах чемпіонату.
Своєю грою за цю команду привернув увагу представників тренерського штабу клубу «Лаціо», до складу якого приєднався 1934 року. Відіграв за «біло-блакитних» наступні дев'ять сезонів своєї ігрової кар'єри. Більшість часу, проведеного у складі «Лаціо», був основним гравцем атакувальної ланки команди. У складі «Лаціо» був одним з головних бомбардирів команди, маючи середню результативність на рівні 0,63 голу за гру першості. Протягом років, проведених у Римі, двічі виходив переможцем у суперечці найкращих бомбардирів Серії A.
Згодом з 1944 по 1947 рік грав у складі команд клубів «Торіно» та «Ювентус».
Завершив професійну ігрову кар'єру в команді клубу «Новара», за яку виступав протягом 1947—1954 років.

## Виступи за збірну
1935 року дебютував в офіційних матчах у складі національної збірної Італії. Протягом кар'єри у національній команді, яка тривала 18 років, провів у формі головної команди країни лише 34 матчі, однак встиг забити 30 голів. Цей показник робить Піолу третім найкращим бомбардиром в історії італійської збірної. У складі збірної був учасником чемпіонату світу 1938 року у Франції, здобувши того року титул чемпіона світу. В фінальному матчі забив два голи.

## Кар'єра тренера
Розпочав тренерську кар'єру 1953 року, увійшовши до складу тренерської ради, що опікувалася підготовкою національної збірної Італії. Працював з національною командою до 1954 року.
Згодом до 1957 декілька років працював на чолі тренерського штабу клубу «Кальярі».
| Дата       | Місто     | Господарі         | Результат  | Гості          | Турнір                   | Голи | Примітки       |
| ---------- | --------- | ----------------- | ---------- | -------------- | ------------------------ | ---- | -------------- |
| 24/03/1935 | Відень    | Австрія           | 0 – 2      | Італія         | Кубок Центральної Європи | 2    |                |
| 27/10/1935 | Прага     | Чехословаччина    | 2 – 1      | Італія         | Кубок Центральної Європи | -    |                |
| 05/04/1936 | Цюрих     | Швейцарія         | 1 – 2      | Італія         | товариський матч         | -    |                |
| 17/05/1936 | Рим       | Італія            | 2 – 2      | Австрія        | товариський матч         | -    |                |
| 25/10/1936 | Мілан     | Італія            | 4 – 2      | Швейцарія      | Кубок Центральної Європи | 2    |                |
| 15/11/1936 | Берлін    | Німеччина         | 2 – 2      | Італія         | товариський матч         | -    |                |
| 13/12/1936 | Генуя     | Італія            | 2 – 0      | Чехословаччина | товариський матч         | -    |                |
| 25/04/1937 | Турин     | Італія            | 2 – 0      | Угорщина       | Кубок Центральної Європи | -    |                |
| 23/05/1937 | Прага     | Чехословаччина    | 0 – 1      | Італія         | Кубок Центральної Європи | 1    |                |
| 27/05/1937 | Осло      | Норвегія          | 1 – 3      | Італія         | товариський матч         | 2    |                |
| 31/10/1937 | Женева    | Швейцарія         | 2 – 2      | Італія         | Кубок Центральної Європи | 2    |                |
| 05/12/1937 | Париж     | Франція           | 0 – 0      | Італія         | товариський матч         | -    |                |
| 15/05/1938 | Мілан     | Італія            | 6 – 1      | Бельгія        | товариський матч         | 3    |                |
| 22/05/1938 | Генуя     | Італія            | 4 – 0      | Югославія      | товариський матч         | 1    |                |
| 05/06/1938 | Марсель   | Норвегія          | 1 – 2 д.ч. | Італія         | ЧС 1938 - 1/8 фіналу     | 1    |                |
| 12/06/1938 | Париж     | Франція           | 1 – 3      | Італія         | ЧС 1938 - чвертьфінал    | 2    |                |
| 16/06/1938 | Марсель   | Бразилія          | 1 – 2      | Італія         | ЧС 1938 - півфінал       | -    |                |
| 19/06/1938 | Париж     | Угорщина          | 2 – 4      | Італія         | ЧС 1938 - Фінал          | 2    | чемпіони світу |
| 04/12/1938 | Неаполь   | Італія            | 1 – 0      | Франція        | товариський матч         | -    |                |
| 26/03/1939 | Флоренція | Італія            | 3 – 2      | Німеччина      | товариський матч         | 2    |                |
| 13/05/1939 | Мілан     | Італія            | 2 – 2      | Англія         | товариський матч         | 1    |                |
| 04/06/1939 | Белград   | Югославія         | 1 – 2      | Італія         | товариський матч         | 1    |                |
| 08/06/1939 | Будапешт  | Угорщина          | 1 – 3      | Італія         | товариський матч         | 1    |                |
| 11/06/1939 | Бухарест  | Румунія           | 0 – 1      | Італія         | товариський матч         | -    |                |
| 20/07/1939 | Гельсінкі | Фінляндія         | 2 – 3      | Італія         | товариський матч         | 3    |                |
| 03/03/1940 | Турин     | Італія            | 1 – 1      | Швейцарія      | товариський матч         | -    |                |
| 14/04/1940 | Рим       | Італія            | 2 – 1      | Румунія        | товариський матч         | 1    |                |
| 05/05/1940 | Мілан     | Італія            | 3 – 2      | Німеччина      | товариський матч         | -    |                |
| 01/12/1940 | Генуя     | Італія            | 1 – 1      | Угорщина       | товариський матч         | -    |                |
| 19/04/1942 | Мілан     | Італія            | 4 – 0      | Іспанія        | товариський матч         | 1    |                |
| 11/11/1945 | Цюрих     | Швейцарія         | 4 – 4      | Італія         | товариський матч         | 1    |                |
| 01/12/1946 | Мілан     | Італія            | 3 – 2      | Австрія        | товариський матч         | 1    |                |
| 09/11/1947 | Відень    | Австрія           | 5 – 1      | Італія         | товариський матч         | -    |                |
| 18/05/1952 | Флоренція | Італія            | 1 – 1      | Англія         | товариський матч         | -    |                |
| Усього     |           | Матчів (78 місце) | 34         |                | Голів (3 місце)          | 30   |                |

## Титули і досягнення

### Командні
- Чемпіон світу (1):

 Італія: 1938

### Особисті
- Найкращий бомбардир Серії A (2):

«Лаціо»: 1936–37, 1942–43